# العلاقات الجيبوتية الغواتيمالية
العلاقات الجيبوتية الغواتيمالية هي العلاقات الثنائية التي تجمع بين جيبوتي وغواتيمالا.

## مقارنة بين البلدين
هذه مقارنة عامة ومرجعية للدولتين:
| وجه المقارنة                                              | جيبوتي                    | غواتيمالا       |
| --------------------------------------------------------- | ------------------------- | --------------- |
| المساحة (كم2)                                             | 23.20 ألف                 | 108.89 ألف      |
| عدد السكان (نسمة)                                         | 956.99 ألف                | 17.26 مليون     |
| الكثافة السكانية (ن./كم²)                                 | 41.25                     | 158.51          |
| العاصمة                                                   | جيبوتي                    | غواتيمالا       |
| اللغة الرسمية                                             | لغة فرنسية، اللغة العربية | اللغة الإسبانية |
| العملة                                                    | فرنك جيبوتي               | كتزال غواتيمالي |
| الناتج المحلي الإجمالي (بليون دولار)                      | 1.84 مليار                | 75.62 مليار     |
| الناتج المحلي الإجمالي (تعادل القوة الشرائية) بليون دولار | 3.10 مليار                | 126.21 مليار    |
| الناتج المحلي الإجمالي الاسمي للفرد دولار أمريكي          | 1.95 ألف                  | 3.90 ألف        |
| الناتج المحلي الإجمالي للفرد دولار أمريكي                 | 3.27 ألف                  | 7.45 ألف        |
| مؤشر التنمية البشرية                                      | 0.470                     | 0.627           |
| رمز المكالمات الدولي                                      | +253                      | +502            |
| رمز الإنترنت                                              | .dj                       | .gt             |
| المنطقة الزمنية                                           | ت ع م+03:00               | 00              |

## منظمات دولية مشتركة
يشترك البلدان في عضوية مجموعة من المنظمات الدولية، منها:
| علم المنظمة | اسم المنظمة                        | تاريخ انضمام جيبوتي | تاريخ انضمام غواتيمالا |
| ----------- | ---------------------------------- | ------------------- | ---------------------- |
|             | وكالة ضمان الاستثمار متعدد الأطراف | 12 يناير 2007       | 11 يوليو 1996          |
|             | منظمة الشرطة الجنائية الدولية      | ?                   | ?                      |
|             | منظمة حظر الأسلحة الكيميائية       | ?                   | ?                      |
|             | منظمة التجارة العالمية             | ?                   | ?                      |
|             | الأمم المتحدة                      | 20 سبتمبر 1977      | 21 نوفمبر 1945         |
|             | مؤسسة التمويل الدولية              | 1 أكتوبر 1980       | 20 يوليو 1956          |
|             | يونسكو                             | 31 أغسطس 1989       | 2 يناير 1950           |
|             | مؤسسة التنمية الدولية              | 1 أكتوبر 1980       | 27 أبريل 1961          |
|             | البنك الدولي للإنشاء والتعمير      | 1 أكتوبر 1980       | 28 ديسمبر 1945         |
|             | الاتحاد البريدي العالمي            | ?                   | ?                      |
|             | الاتحاد الدولي للاتصالات           | 22 نوفمبر 1977      | 10 يوليو 1914          |

## وصلات خارجية
- موقع وزارة الخارجية الغواتيمالية